# Paležnica Donja (Doboj)
Pour les articles homonymes, voir Paležnica Donja.
Paležnica Donja (en serbe cyrillique : Палежница Доња) est un village de Bosnie-Herzégovine. Il est situé sur le territoire de la ville de Doboj et dans la république serbe de Bosnie. Selon les premiers résultats du recensement bosnien de 2013, il compte 356 habitants.
Avant la guerre de Bosnie-Herzégovine, le village faisait entièrement partie de la municipalité de Doboj ; après la guerre, une portion de son territoire a été rattachée à la municipalité de Gračanica, intégrée à la fédération de Bosnie-et-Herzégovine.

## Géographie
Le village est situé au bord de la Paleška rijeka.

## Démographie

### Évolution historique de la population
| 1948 | 1953 | 1961 | 1971  | 1981  | 1991 | 2013 |
| ---- | ---- | ---- | ----- | ----- | ---- | ---- |
| -    | -    | 774  | 1 139 | 1 073 | 573  | 356  |

|  |